# پیتر زومتور
پیتر زومتور (آلمانی: Peter Zumthor ,تلفظ آلمانی: [ˈpe:tɐ ˈtsu:mto:ɐ̯]؛ زادهٔ ۲۶ آوریل ۱۹۴۳) معمار مینیمالیست سوئیسی و برندهٔ جایزه پریتزکر سال ۲۰۰۹ است.

## آثار مهم
| سال  | عنوان اثر                                        | مکان  |
| ---- | ------------------------------------------------ | ----- |
| ۱۹۸۶ | ساختمان‌های محافظ برای یافته‌های باستان‌شناختی رومی | سوئیس |
| ۱۹۸۸ | کلیسای سنت بندیکت                                | سوئیس |
| ۱۹۹۳ | منازل مسکونی برای سالمندان                       | سوئیس |
| ۱۹۹۳ | مرکز اسناد «توپوگرافیِ ترور»                      | آلمان |
| ۱۹۹۶ | مرکز آب‌درمانی والس                               | سوئیس |
| ۱۹۹۷ | خانهٔ هنر بِرگِنتس                                  | اتریش |
| ۲۰۰۰ | غرفهٔ سوئیس در اکسپوی هانوفر                      | آلمان |
| ۲۰۰۷ | موزهٔ هنر کُلومبا                                  | آلمان |
| ۲۰۰۷ | کلیسای کلاوس مقدس                                | آلمان |
| ۲۰۱۲ | موزهٔ قربانیان جنبش جادوگر ستیزی                  | نروژ  |

## جوایز
| سال  | عنوان                                                    |
| ---- | -------------------------------------------------------- |
| ۱۹۹۸ | جایزهٔ اتحادیهٔ اروپا برای معماری معاصر (جایزهٔ میس ون‌دررو) |
| ۲۰۰۸ | پرمیوم امپریاله (جایزهٔ ویژهٔ امپراتور ژاپن)               |
| ۲۰۰۹ | جایزهٔ پریتزکر                                            |
| ۲۰۱۳ | مدال طلای انستیتوی معماری بریتانیا                       |

## ترجمه به فارسی
- احساسی از تاریخ، پیتر زومتور و ماری لندینگ، ترجمه مرتضی نیک فطرت، نشر فکرنو، 1397.
- رهیاف پدیدارشناسی در اندیشه پیتر زومتور، ترجمه مرتضی نیک فطرت، نشر علم معمار، 1396.

## نگارخانه

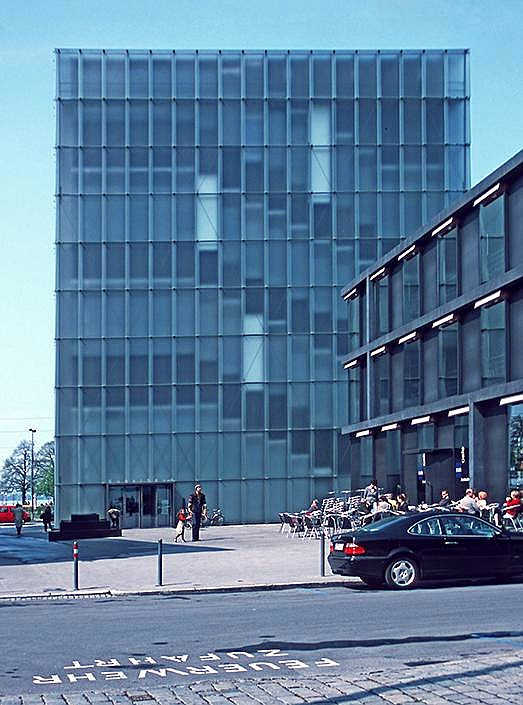
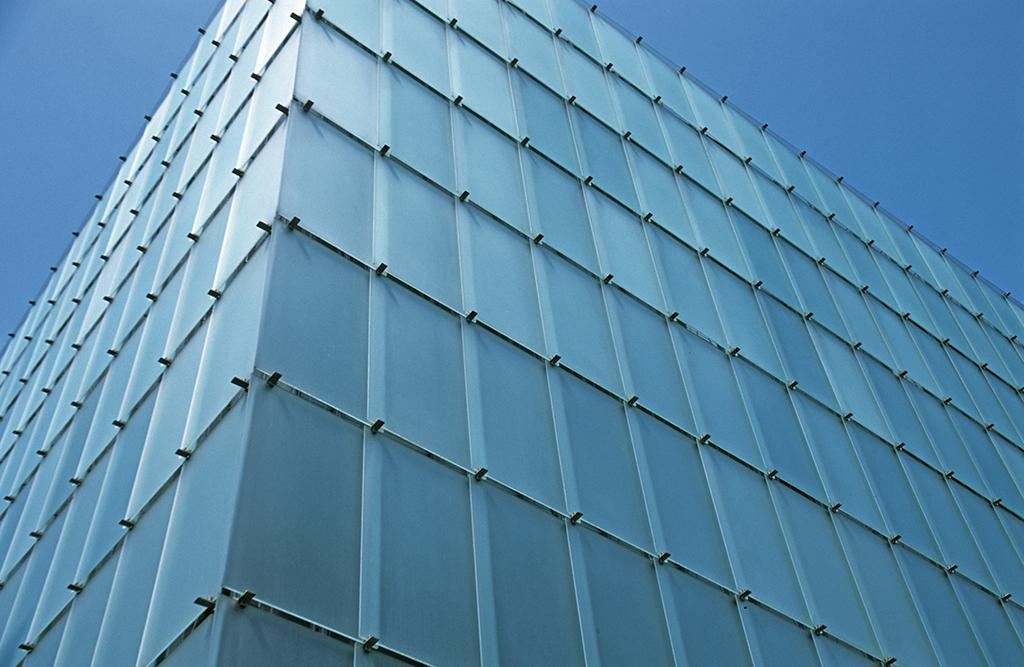
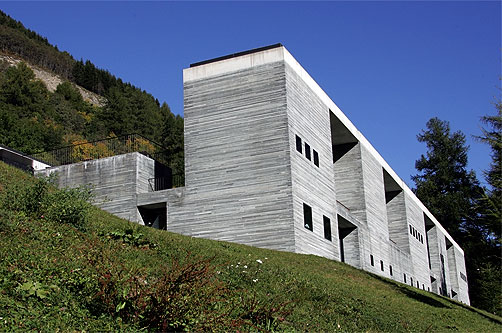
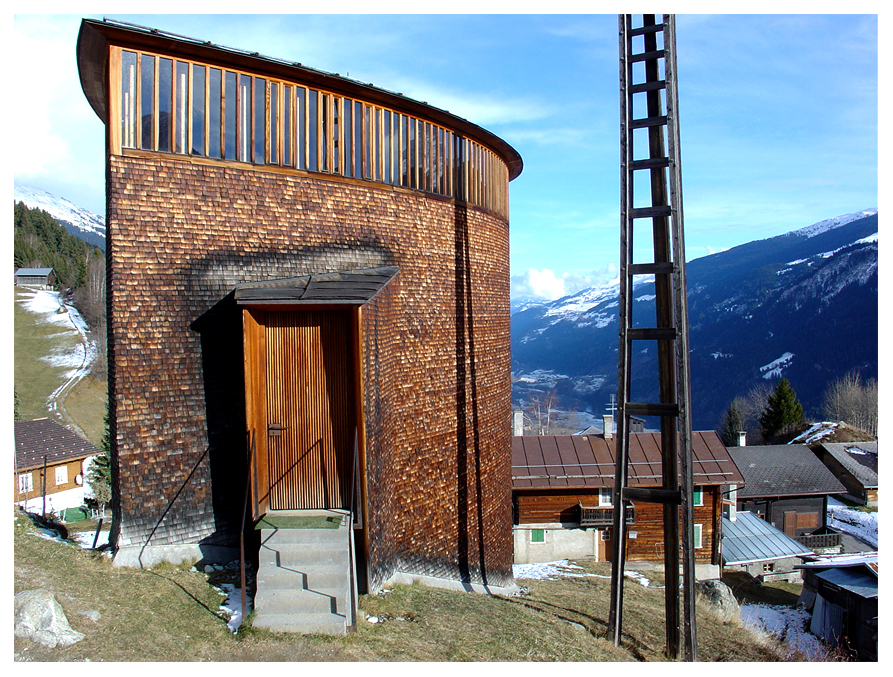
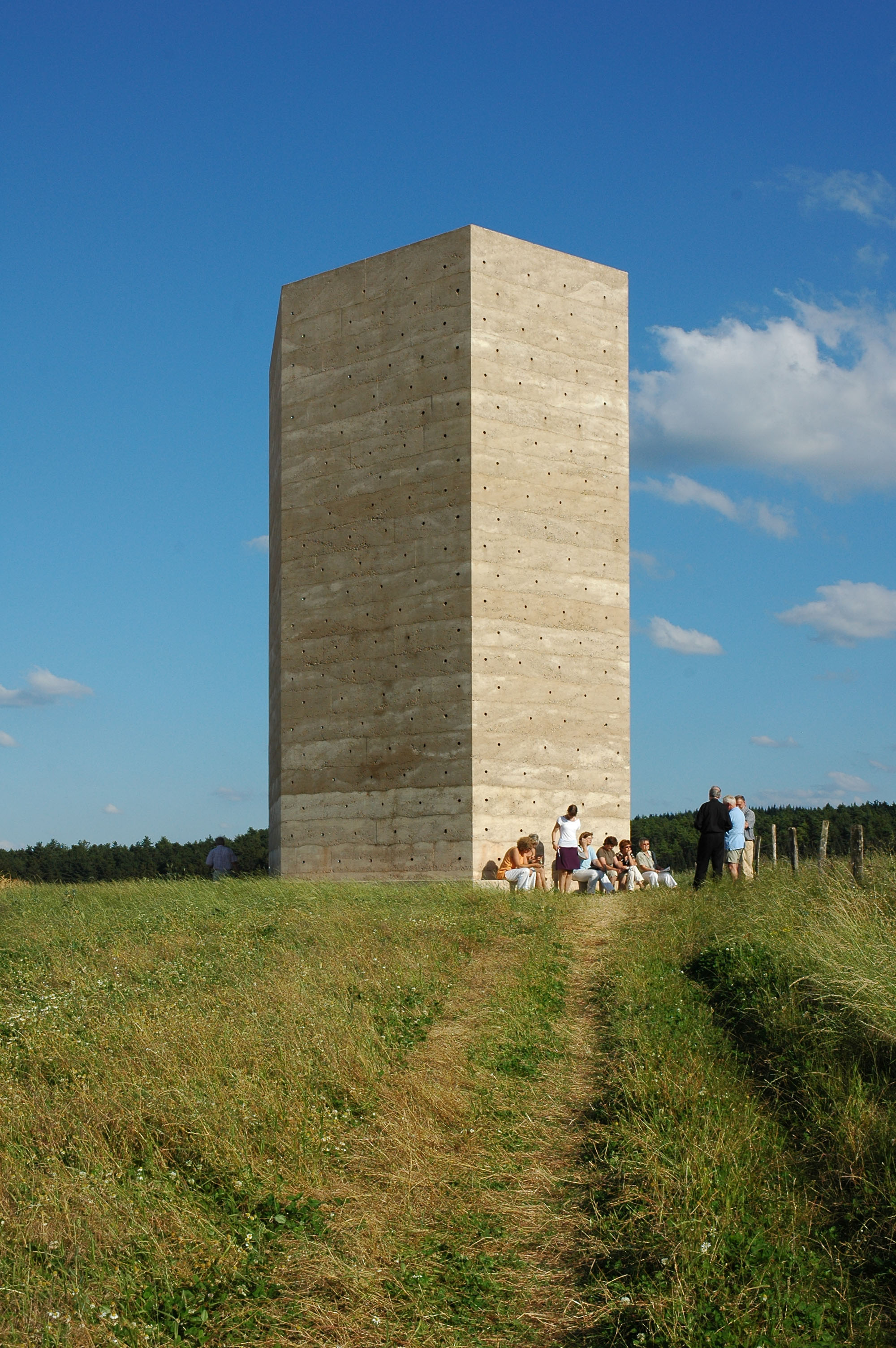
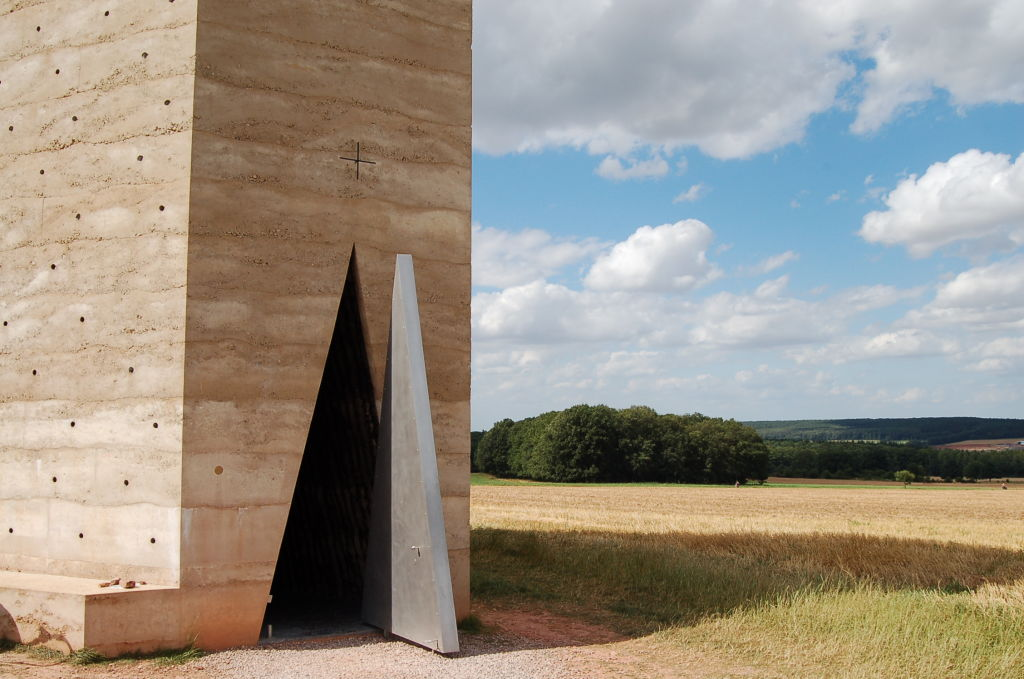
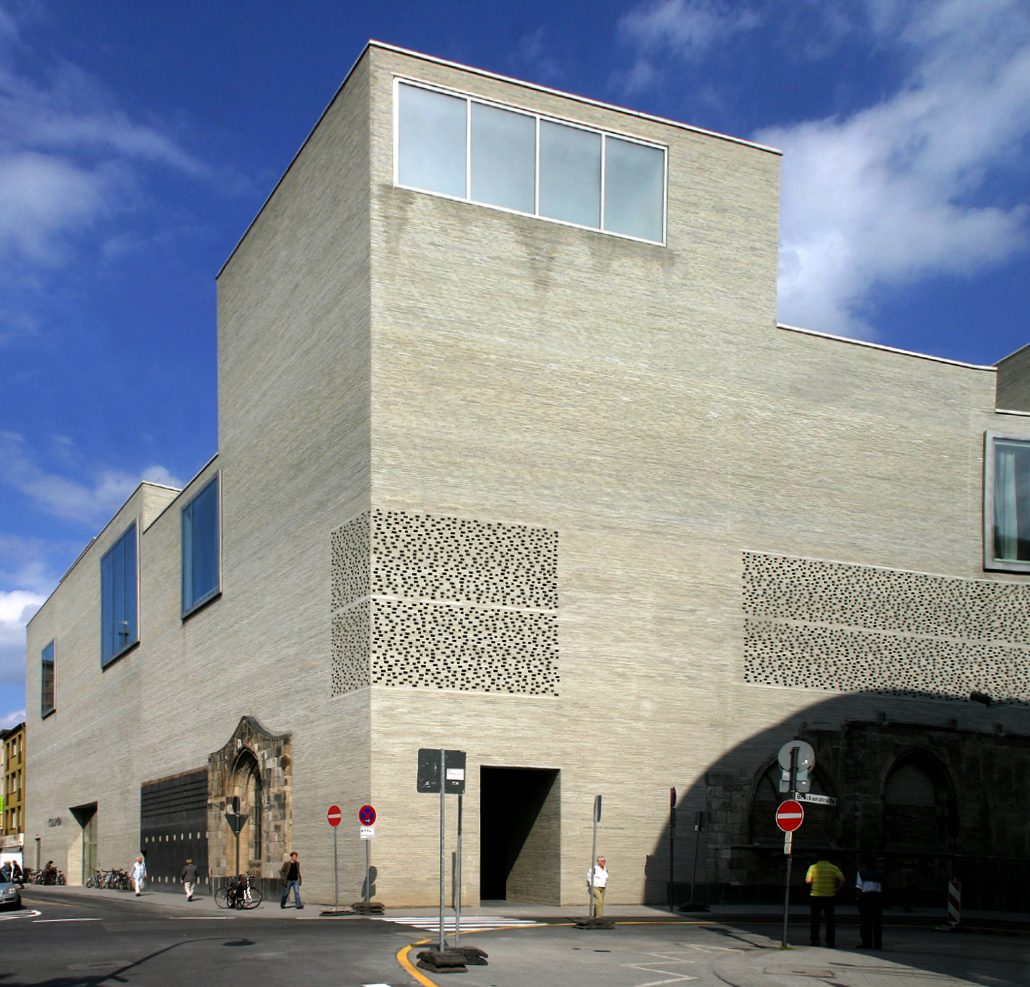
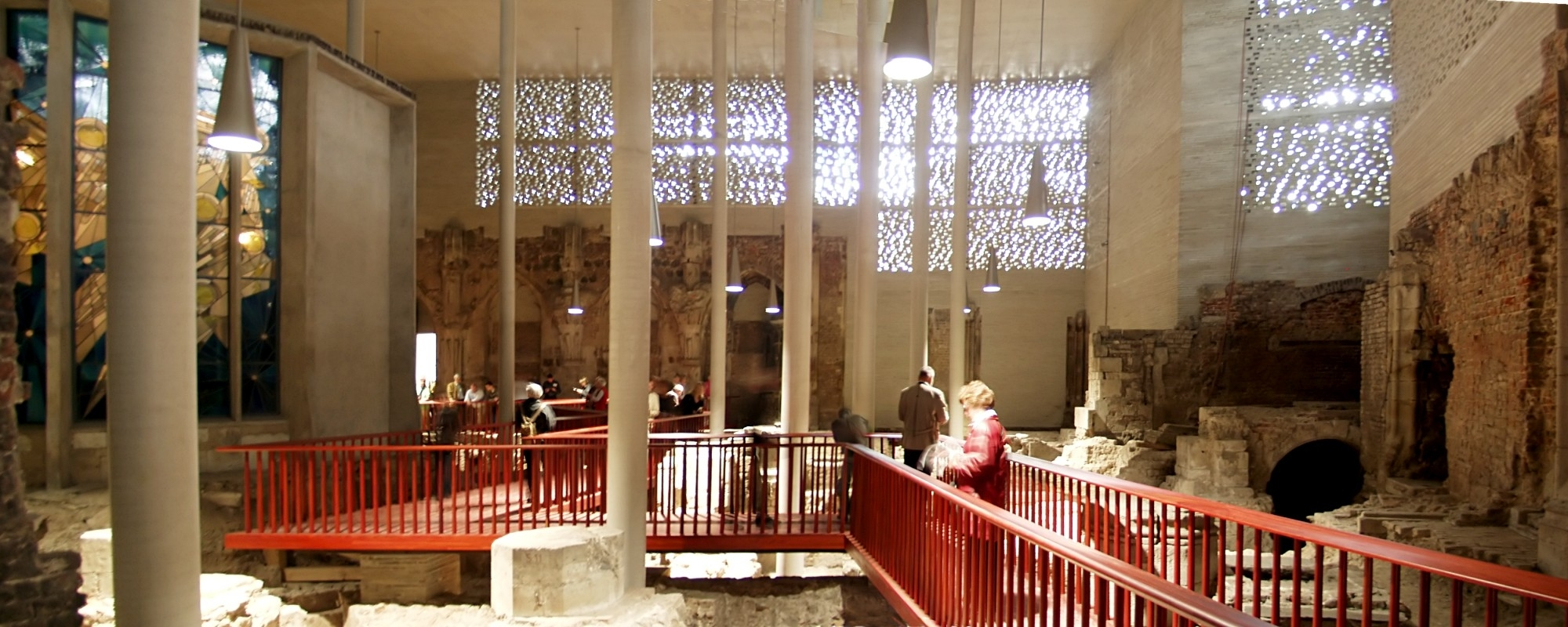